# Phrynobatrachus scapularis
Phrynobatrachus scapularis es una especie de anfibios de la familia Phrynobatrachidae.

## Distribución geográfica
Es endémica de la República Democrática del Congo.  